# والي رينولدز
والي رينولدز (بالإنجليزية: Wally Reynolds)‏ (24 نوفمبر 1911 في المملكة المتحدة - 1995) هو لاعب كرة قدم بريطاني (وحمل سابقاً جنسية المملكة المتحدة لبريطانيا العظمى وأيرلندا) في مركز جناح ‏. لعب مع شيفيلد وينزداي وليدز يونايتد ونادي بيرنلي ونادي روتشديل ونادي ليتون أورينت ونادي يورك سيتي ونيوبورت كونتي وأكرينجتون ستانلي ‏.